# Laranja da Terra (kommun)
Laranja da Terra är en kommun i Brasilien.   Den ligger i delstaten Espírito Santo, i den sydöstra delen av landet, 800 km sydost om huvudstaden Brasília. Antalet invånare är 10 825.
Följande samhällen finns i Laranja da Terra:
- Laranja da Terra

Omgivningarna runt Laranja da Terra är huvudsakligen savann. Runt Laranja da Terra är det ganska glesbefolkat, med 23 invånare per kvadratkilometer.